# 北見傷害再審事件
北見傷害再審事件（きたみしょうがいさいしんじけん）は、北海道北見市で妄想に取りつかれ殺人事件を起こした被告の供述によって恐喝罪、傷害罪でそれぞれ被告二人が逮捕、起訴された事件である。一人は無罪判決が確定、もう一人も再審によって無罪が確定した。

## 概要
- 1983年8月19日に北海道北見市内のキャバレーにおいてホステスが包丁で何度も刺され刺殺されるという事件が起きた。犯人はその場で取り押さえられ、緊急逮捕。その際に犯人は顔に被害者の夫から顔を二発殴られた。犯人は被害者と面識がなく、店とのトラブルもなかったため、警察は事情聴取を始めた。犯人は「店の客のA、B、C（Aの姉でありBの妻）に脅されたと供述。金を取られて、生命の危険を感じたため、警察に逮捕された方が安全だと思い、殺人事件を起こしたと供述した。また、眼瞼についた傷についてはB被告につけられたものだと供述した。1985年1月25日に釧路地裁網走支部は、この供述を認定して殺人事件について懲役10年の判決を下し、そのまま確定した。
- 1983年8月29日、警察は犯人の供述に基づき、Aを恐喝罪で、Bを傷害罪で逮捕した。Bは自白して釈放され、傷害罪で在宅のまま略式起訴。1983年9月26日に罰金四万円の略式命令が下され確定した。一方A被告は容疑を否認したため、9月17日に起訴された。1984年6月4日一審釧路地裁北見支部は被害者のAからBに手切れ金を名目に二十五万円を搾取されたという供述を認定。そして犯人の供述した事実を認定して懲役十月、執行猶予一年の有罪判決を下した。これに対して被告は控訴。
- 1985年1月24日、二審札幌高裁は逆転無罪反判決を下した。二審では被害者の「Bに殴られたのは嘘」で「殺された夫が殴りかかってできた」という新たな供述があり弁護側の「AとCの不倫関係を清算するためにA、B、C、犯人の四名で話し合い、円満解決をしたが、犯人が暴力団を使って自分を殺そうとしたと妄想をふくらました」という主張を認定した。そのため、Aの恐喝の事実は認められないとした。被害者の旧供述を完全に否定した。検察は上告せずに無罪判決が確定した。

この判決を受けて、Bも札幌高裁判決を新証拠として再審請求をした。1986年4月21日北見簡裁は、再審開始決定の判決。1987年1月23日に傷害罪について再審無罪判決が下った。その後無罪判決が確定した。